# 苯吗庚酮
苯吗庚酮（商品名有：Heptalgin、Morphidone、Heptazone等）是一种含氮有机化合物，化学式C
23H
29NO
2，能作为阿片类止痛药，结构上与美沙酮类似，1947年由德国赫斯特公司研发。